# Adrien Ramand
Pour les articles homonymes, voir Ramand.
Adrien Ramand, né le 28 mars 1769 à Lyon (Rhône), mort le 6 janvier 1843 à Collonges (Rhône), est un colonel français de la Révolution et de l’Empire.

## États de service
Il entre en service le 5 janvier 1786, comme soldat au 59e régiment d’infanterie, et il devient caporal le 15 mars 1790, puis sergent le 22 novembre 1791.
Le 19 juin 1793, il passe adjudant sous-officier dans le 6e bataillon des côtes maritimes, et il est nommé sous-lieutenant le 11 novembre 1793. De 1792 à l’an IX, il sert successivement aux armées des Pyrénées, du Nord, du Rhin, et d’Italie. En mai 1795, au combat du fort Saint-Elme, il fait preuve d’une grande valeur, et il est blessé d’un coup de feu à la tête. Le 17 novembre 1796, à la bataille du pont d'Arcole, il passe le premier à la nage, sous le feu des plus vif, un canal large et profond, et entraine par son exemple ses camarades qui abordent la rive opposée et mettent l’ennemi en déroute.
Il est élevé au grade de lieutenant le 19 février 1797, et il est blessé d’un coup de mitraille à la tête le 16 mars suivant lors du passage du Tagliamento. Le 6 octobre 1799, à la bataille de Castricum, il se fait encore remarquer et il reçoit un coup de feu dans les reins, et un autre à la cuisse.
Le 20 février 1801, il entre avec son grade dans les chasseurs à pied de la Garde des consuls, et il reçoit son brevet de capitaine le 1er mars 1802. Le 27 octobre 1802, il obtient un sabre d’honneur, et il est employé au camp de Boulogne pendant les années XII et XIII. Membre de droit de la Légion d’honneur le 24 septembre 1803, il est fait officier de l’ordre le 14 juin 1804, et l’Empereur le désigne pour être membre du collège électoral du département du Rhône.
De 1805 à 1807, il participe aux campagnes d’Allemagne, de Prusse et de Pologne, puis en 1808, il rejoint l’armée d’Espagne. Le 5 avril 1809, il est nommé chef de bataillon au 1er régiment de conscrits-chasseurs, et il fait en cette qualité la campagne d’Allemagne et d’Autriche. Il est créé chevalier de l’Empire le 15 mars 1810.
Entré avec son grade dans le régiment de fusiliers de la Garde impériale, il est promu colonel le 17 mars 1811, au 30e régiment d’infanterie de ligne, avec lequel il prend part à la campagne de Russie en 1812.
En 1813, il est employé au 13e corps de la Grande Armée, et il est fait chevalier de l’Ordre de la Couronne de fer le 7 février 1813. En 1814, il est au blocus de Hambourg, et il est blessé d’un coup de feu à la cuisse dans l’ile de Wilhemsboug (de).
Lors de la première restauration, le roi Louis XVIII le fait chevalier de Saint-Louis le 13 août 1814.
Pendant les Cent-Jours, il fait la campagne de 1815, au sein de la 12e division d’infanterie du 4e corps de l’armée du Nord, et il est mis en non activité au licenciement de l’armée le 21 septembre 1815.
Il meurt le 6 janvier 1843 à Collonges-au-Mont-d'Or. 

## Dotation
Le 1er février 1808, donataire d’une rente de 1 000 francs sur le Mont-de-Milan.

## Sources
- Danielle Quintin et Bernard Quintin, Dictionnaires des colonels de Napoléon, S.P.M., 1996 (ISBN 2901952178)
- A. Lievyns, Jean Maurice Verdot et Pierre Bégat, Fastes de la Légion-d'honneur, biographie de tous les décorés accompagnée de l'histoire législative et réglementaire de l'ordre, Tome 2, Bureau de l’administration, 1842, 344 p. (lire en ligne), p. 138.
- « Cote LH/2262/43 », base Léonore, ministère français de la Culture
- louis Gamichon, Napoléon et les Lyonnais 1779-1815, édition Bellier, 2001, p. 309.
- Vicomte Révérend, Armorial du premier empire, tome 4, Honoré Champion, libraire, Paris, 1897, p. 106.
- Charles Théodore Beauvais et Vincent Parisot, Victoires, conquêtes, revers et guerres civiles des Français, depuis les Gaulois jusqu’en 1792, tome 26, C.L.F Panckoucke, janvier 1822, 414 p. (lire en ligne), p. 151.